# Universidade de Belas Artes Mimar Sinan
A Universidade de Belas Artes Mimar Sinan (em turco: Mimar Sinan Güzel Sanatlar Üniversitesi) é uma universidade pública sediada em Istambul, Turquia, dedicada à educação superior em Belas Artes. Foi fundada em 1882 e está situada à beira do Bósforo no bairro de Fındıklı (Kabataş), distrito de Beyoğlu.

## História
A instituição foi fundada em 1 de janeiro de 1882 com o nome de "Escola de Belas Artes" (Mekteb-i Sanayi-i Nefise-i Şâhâne ou mais simplesmente Sanayi-i Nefise Mektebi e posteriormente Sanayi-i Nefise Mekteb-i Âlisi) pelo famoso pintor otomano Osman Hamdi Bey, que também era historiador de arte, arqueólogo e curador de museu. Foi a primeira escola do seu tipo no que é hoje a Turquia. As aulas foram iniciadas em 2 de março de 1883 com oito instrutores e vinte estudantes.
Em 1914 a escola passou a ser mista, isto é passou a admitir alunas Em 1928 foi convertida numa academia, a primeira da Turquia e o seu nome foi mudado para "Academia de Belas Artes (Güzel Sanatlar Akademisi). Em 1969 volotou a mudar de nome para "Academia de Belas Artes de Istambul" (İstanbul Devlet Güzel Sanatlar Akademisi). A 20 de julho de 1982 passou a ter o estatuto de universidade, a que foi dada o nome do grande arquiteto otomano do século XVI Mimar Sinan (Universidade Mimar Sinan). O nome atual foi adotado em dezembro de 2003.
Desde 1959 que a instituição ministra cursos superiores de quatro anos de duração.